# Scott Schiller (kanadyjski zapaśnik)
Scott Anthony Josef Schiller (ur. 30 sierpnia 1990) – kanadyjski zapaśnik w stylu wolnym. Zajął piętnaste miejsce na mistrzostwach świata w 2019. Srebrny medalista mistrzostw panamerykańskich w 2020 i brązowy w 2019. Trzeci na igrzyskach frankofońskich w 2013 i mistrzostw Wspólnoty Narodów w 2011 roku. Zawodnik Uniwersytetu Concordia